# Serpent venimeux

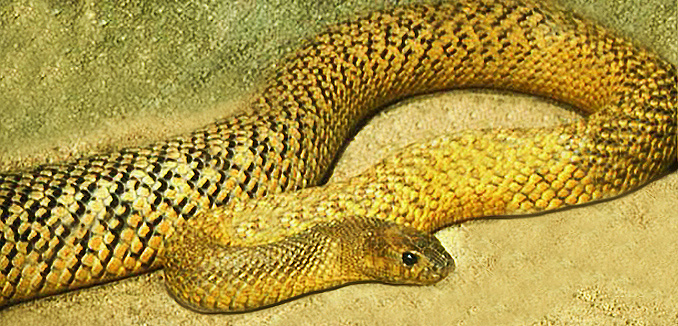
Le Taïpan du désert (Oxyuranus microlepidotus), l'espèce au venin le plus toxique.

Les serpents venimeux sont des espèces du sous-ordre des Serpentes qui sont capables de produire du venin, lequel est principalement utilisé pour immobiliser des proies et se défendre. Le venin se transmet par injection mécanique par les crochets.
Les serpents venimeux se trouvent principalement dans les familles et sous-familles Elapidae, Viperidae, Atractaspidinae et une partie de Colubridae.